# Eagle Lake (Illinois)
Eagle Lake statisztikai település az USA Illinois államában, Will megyében. Lakosainak száma 76 fő (2020. április 1.). A települést a 2020. évi népszámláláson mérték fel első alkalommal.